# Amazonides asciodes
Amazonides asciodes är en fjärilsart som beskrevs av Emilio Berio 1972. Amazonides asciodes ingår i släktet Amazonides och familjen nattflyn. Inga underarter finns listade i Catalogue of Life.